# Хуан Фойт
Хуан Фойт (ісп. Juan Foyth, нар. 12 січня 1998, Ла-Плата) — аргентинський футболіст, центральний захисник іспанського «Вільярреала» та збірної Аргентини.

## Клубна кар'єра
Народився 12 січня 1998 року в місті Ла-Плата. Вихованець футбольної школи клубу «Естудьянтес». Дорослу футбольну кар'єру розпочав 2016 року в основній команді того ж клубу, в якій провів один сезон, взявши участь у 7 матчах чемпіонату. 
До складу клубу «Тоттенгем Готспур» приєднався 2017 року пілдписавши контракт на п'ять років. Станом на 31 травня 2019 року відіграв за лондонський клуб 12 матчів в національному чемпіонаті. У складі лондонців був у заявці серед гравців, що перебували на лаві запасних у фінальному матчі Ліги чемпіонів 2019 але на поле не виходив.
У вересні 2020 року на правах оренди Хуан перейшов до іспанського клубу «Вільярреал».
У червні 2021 року центральний захисник уклав з іспанцями повноцінний контракт.

## Виступи за збірні
2017 року залучався до складу молодіжної збірної Аргентини. На молодіжному рівні зіграв у 12 офіційних матчах.
2018 року дебютував в офіційних матчах у складі національної збірної Аргентини.
| Дата       | Місто                | Господарі | Результат | Гості     | Турнір                                 | Голи | Примітки |
| ---------- | -------------------- | --------- | --------- | --------- | -------------------------------------- | ---- | -------- |
| 16-11-2018 | Кордова              | Аргентина | 2 – 0     | Мексика   | товариський матч                       | -    |          |
| 22-3-2019  | Мадрид               | Аргентина | 1 – 3     | Венесуела | товариський матч                       | -    | 44'      |
| 7-6-2019   | Сан-Хуан             | Аргентина | 5 – 1     | Нікарагуа | товариський матч                       | -    | 73'      |
| 23-6-2019  | Порту-Алегрі         | Катар     | 0 – 2     | Аргентина | Копа Америка 2019 - 1-й етап           | -    | 44' 85'  |
| 28-6-2019  | Ріо-де-Жанейро       | Венесуела | 0 – 2     | Аргентина | Копа Америка 2019 - чвертьфінал        | -    |          |
| 2-7-2019   | Белу-Оризонті        | Бразилія  | 2 – 0     | Аргентина | Копа Америка 2019 - півфінал           | -    | 56'      |
| 6-7-2019   | Сан-Паулу            | Аргентина | 2 – 1     | Чилі      | Копа Америка 2019 - матч за 3-тє місце | -    | 79'      |
| 9-10-2019  | Дортмунд             | Німеччина | 2 – 2     | Аргентина | товариський матч                       | -    |          |
| 13-10-2019 | Ельче                | Аргентина | 6 – 1     | Еквадор   | товариський матч                       | -    | 77'      |
| 15-11-2019 | Ер-Ріяд              | Бразилія  | 0 – 1     | Аргентина | товариський матч                       | -    |          |
| 8-10-2020  | Буенос-Айрес         | Аргентина | 1 – 0     | Еквадор   | Відбір до ЧС 2022                      | -    | 84'      |
| 3-6-2021   | Сантьяго-дель-Естеро | Аргентина | 1 – 1     | Чилі      | Відбір до ЧС 2022                      | -    | 81'      |
| 8-6-2021   | Барранкілья          | Колумбія  | 2 – 2     | Аргентина | Відбір до ЧС 2022                      | -    | 65'      |
| Усього     |                      | Матчів    | 13        |           | Голів                                  | 0    |          |

## Досягнення
- Переможець Ліги Європи (1):

«Вільярреал»: 2020-21
- Чемпіон світу: 2022
- Бронзовий призер Кубка Америки: 2019
- Переможець Суперкласіко де лас Амерікас: 2019